# Hinokio Kóki
Hinokio Kóki (Oszaka, 2001. február 26. –) japán labdarúgó, a lengyel Stal Mielec középpályása.

## Pályafutása
Kóki a japán Oszaka városában született. Az ifjúsági pályafutását a Kumijama HS akadémiájánál kezdte.
2019-ben mutatkozott be a lengyel Stomil Olsztyn másodosztályban szereplő felnőtt keretében. 2021-ben az első osztályban érdekelt Zagłębie Lubinhoz igazolt. A 2021–22-es szezon első felében a Stal Mielec csapatát erősítette kölcsönben. 2023. február 7-én 2½ éves szerződést kötött a Stal Mielec együttesével. Először a 2023. február 10-ei, Raków Częstochowa ellen 0–0-as döntetlennel zárult mérkőzésen lépett pályára. Első gólját 2023. február 17-én, a Cracovia ellen idegenben 2–1-es vereséggel zárult találkozón szerezte meg.

## Statisztikák
2023. február 26. szerint
| Klub                     | Szezon   | Osztály     | Bajnokság | Bajnokság | Kupa és Ligakupa | Kupa és Ligakupa | Nemzetközi | Nemzetközi | Összesen | Összesen |
| Klub                     | Szezon   | Osztály     | Meccs     | Gól       | Meccs            | Gól              | Meccs      | Gól        | Meccs    | Gól      |
| ------------------------ | -------- | ----------- | --------- | --------- | ---------------- | ---------------- | ---------- | ---------- | -------- | -------- |
| Stomil Olsztyn           | 2019–20  | I Liga      | 19        | 2         | 1                | 0                | —          | —          | 20       | 2        |
| Stomil Olsztyn           | 2020–21  | I Liga      | 31        | 5         | 0                | 0                | —          | —          | 31       | 5        |
| Stomil Olsztyn           | Összesen | Összesen    | 50        | 7         | 4                | 0                | 0          | 0          | 108      | 17       |
| Stal Mielec (kölcsönben) | 2021–22  | Ekstraklasa | 14        | 1         | 1                | 0                | —          | —          | 15       | 1        |
| Zagłębie Lubin           | 2021–22  | Ekstraklasa | 7         | 0         | 0                | 0                | —          | —          | 7        | 0        |
| Zagłębie Lubin           | 2022–23  | Ekstraklasa | 8         | 0         | 2                | 0                | —          | —          | 10       | 0        |
| Zagłębie Lubin           | Összesen | Összesen    | 15        | 0         | 2                | 0                | 0          | 0          | 17       | 0        |
| Stal Mielec              | 2022–23  | Ekstraklasa | 3         | 1         | 0                | 0                | —          | —          | 3        | 1        |
| Összesen                 | Összesen | Összesen    | 82        | 9         | 4                | 0                | 0          | 0          | 86       | 9        |